# 丘爾坎帕省

丘爾坎帕省（西班牙語：Provincia de Churcampa），是秘魯的省份，位於該國中南部萬卡韋利卡大區，首府是丘爾坎帕，始建於1985年1月4日，面積1,072平方公里，2005年人口44,215，人口密度為每平方公里41.25人。
12°43′22″S 74°25′16″W / 12.722847°S 74.421214°W